# هيديوكي كوراتا
هيديوكي كوراتا (باليابانية: 倉田英之) (9 يوليو 1968، إبارا في اليابان)؛ كاتب سيناريو وروائي ياباني.

## أعماله المشهورة
- ماريا العذراء الساحرة
- مؤخرا، أصبحت أختي غير طبيعية
- صُنع في الهاوية
- قاتل الغوبلن

## روابط خارجية
- هيديوكي كوراتا على موقع IMDb (الإنجليزية)
- هيديوكي كوراتا على موقع قاعدة بيانات الفيلم (الإنجليزية)
- هيديوكي كوراتا على موقع ANN person (الإنجليزية)